# Хайруллина, Гайни Хаировна
Гайнижамал Хаировна Хайруллина  (27 марта 1914 — 22 декабря 1967) — советский и казахский театральный режиссёр

, театральный педагог, первая казахстанская женщина-режиссер, народная артистка Казахской ССР (1958).

## Биография
Родилась 27 марта 1914 года в Гурьевском уезде Уральской области (ныне — Исатайский район Атырауской области Казахстана).
В 1938 году окончила студию при Санкт-Петербургском государственном техникуме сценического искусства (ныне Институт театра, музыки и кинематографии). Педагоги — Л. С. Вивьен, Э. В. Мейерхольд и В. В. Меркурьев. В своем дипломном спектакле Г. Хайруллина сыграет роль леди Милфорд в пьесе Ф. Шиллера «Зло и любовь» и любящей деньги старухи в «Поздней любви» Н. Островского.
В 1958 году успешно окончила режиссерский факультет ГИТИСа.
В 1938—1961 (с перерывом) — актриса и одновременно режиссер, главный режиссер Шымкентского областного казахского театра драмы.
В 1947—1949 — художественный руководитель Жамбылского областного казахского театра драмы.
В 1961—1964 — главный режиссер казахской труппы Театра юных зрителей в Алматы.
С 1964 года и до конца жизни преподавала в Алматинском государственном институте искусств.
Актриса скоропостижно скончалась 22 декабря 1967 года в возрасте 53 лет, похоронена на Центральном кладбище Алматы.

## Театральные работы
- «Каракыпшак Кобыланды» М.Ауэзов
- «Ыбырай Алтынсарин» М.Ахинжанов
- «Не называя фамилий» В.Минко
- «Бай и батрак» Х.Хамзы
- «Акан сери — Актокты» Г.Мусрепов
- «Шокан Валиханов» С.Муканов
- «Мачеха» О. Бальзак
- «Ревизор» Гоголь
- «Прозрачная любовь» С.Муканова
- «Жүрекке жүрек тіл қатар» Ш. Киямов
- «Хижина Тома Атая» А. Брунштейн
- «Богатство и болото» Х. Хакимзаде-Ниязи
- «Ковер великодушия» А. Тажибаев
- «Горная девушка» Р. Гамзатов и др.

## Награды
1. Орден «Знак Почёта»
2. Народная артистка Казахской ССР (1958)

## Галерея

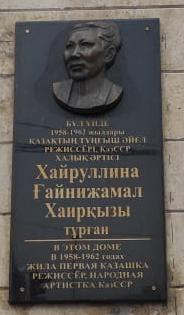
Памятная доска в г. Шымкент, улица Байтурсынова
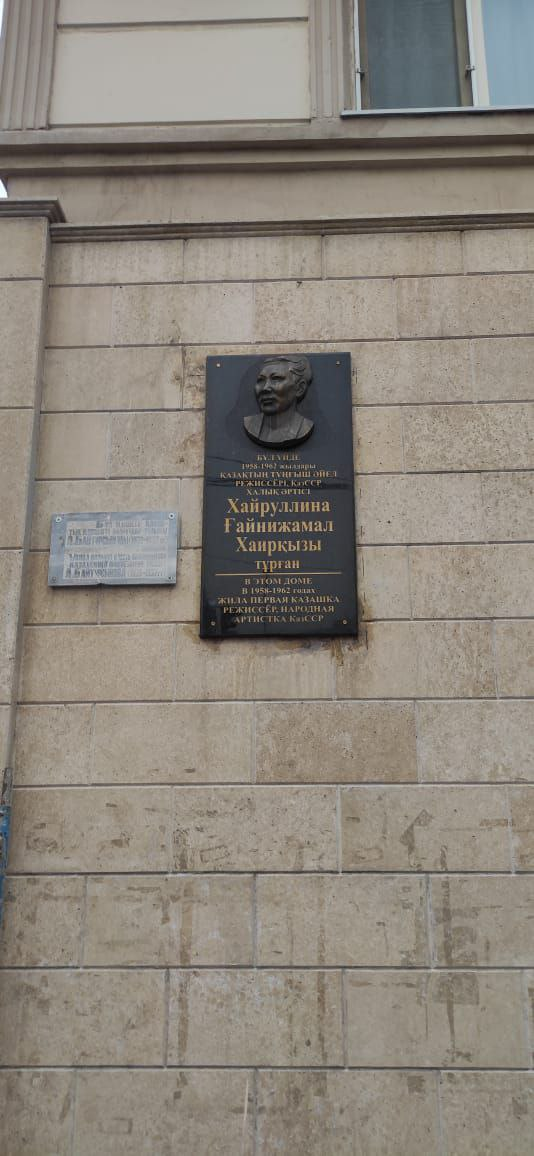
Памятная доска в г. Шымкент
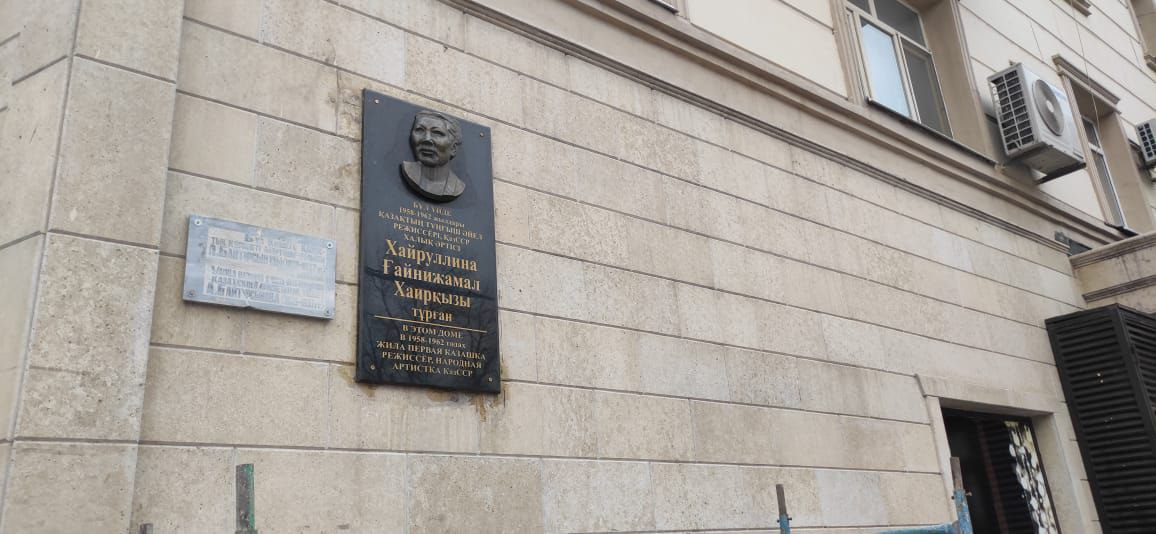
Памятная доска в г. Шымкент